# Lista de membros da Federação Internacional de Futebol

## Federações de futebol

### Confederações continentais afiliadas
| Confederação                                                             | Federações afiliadas | Representação regional             | Entrada na FIFA | Federações filiadas continentalmente mas não estão na FIFA                                             |
| ------------------------------------------------------------------------ | -------------------- | ---------------------------------- | --------------- | --- |
| União das Federações Europeias de Futebol (UEFA)                         | 55                   | Europa                             | 55              | - |
| Confederação Asiática de Futebol (AFC)                                   | 47                   | Ásia                               | 46              | Marianas Setentrionais (USA)                                                                           |
| Confederação de Futebol da Oceania (OFC)                                 | 13                   | Oceania                            | 11              | Kiribati e Tuvalu                                                                                      |
| Confederação Africana de Futebol (CAF)                                   | 56                   | África                             | 54              | Reunião (FRA) e Zanzibar (TZA)                                                                         |
| Confederação Sul-Americana de Futebol (CONMEBOL)                         | 10                   | América do Sul                     | 10              | - |
| Confederação de Futebol da América do Norte, Central e Caribe (CONCACAF) | 41                   | América Central e América do Norte | 35              | Guiana (FRA), São Martinho (FRA), São Martinho (HOL), Guadalupe (FRA), Martinica (FRA) e Bonaire (HOL) |

### Federações nacionais afiliadas atuais
| Federação                                               | Seleção masculina         | Seleção feminina         | Zona continental | Entrada na zona continental | Entrada na FIFA |
| ------------------------------------------------------- | ------------------------- | ------------------------ | ---------------- | --------------------------- | --------------- |
| Afghanistan Football Federation                         | Afeganistão               | Afeganistão              | AFC              | 1954                        | 1948            |
| The Football Association of Albania                     | Albânia                   | Albânia                  | UEFA             | 1954                        | 1932            |
| Federació Andorrana de Fútbol                           | Andorra                   | Andorra                  | UEFA             | 1996                        | 1996            |
| Federação Angolana de Futebol                           | Angola                    | Angola                   | CAF              | 1980                        | 1980            |
| Anguilla Football Association                           | Anguila                   | Anguila                  | CONCACAF         | 1994                        | 1996            |
| Antigua and Barbuda Football Association                | Antígua e Barbuda         | Antígua e Barbuda        | CONCACAF         | 1972                        | 1972            |
| Fédération Algérienne de Football                       | Argélia                   | Argélia                  | CAF              | 1964                        | 1964            |
| Asociación del Fútbol Argentino                         | Argentina                 | Argentina                | CONMEBOL         | 1916                        | 1912            |
| Football Federation of Armenia                          | Armênia                   | Armênia                  | UEFA             | 1993                        | 1992            |
| Arubaanse Voetbal Bond                                  | Aruba                     | Aruba                    | CONCACAF         | 1988                        | 1988            |
| Football Federation Australia                           | Austrália                 | Austrália                | AFC              | 2006                        | 1963            |
| Österreichischer Fussball-Bund                          | Áustria                   | Áustria                  | UEFA             | 1954                        | 1905            |
| Association of Football Federations of Azerbaijan       | Azerbaijão                | Azerbaijão               | UEFA             | 1994                        | 1994            |
| Bahamas Football Association                            | Bahamas                   | Bahamas                  | CONCACAF         | 1981                        | 1968            |
| Bahrain Football Association                            | Bahrein                   | Bahrein                  | AFC              | 1969                        | 1968            |
| Bangladesh Football Federation                          | Bangladesh                | Bangladesh               | AFC              | 1976                        | 1976            |
| Barbados Football Association                           | Barbados                  | Barbados                 | CONCACAF         | 1968                        | 1968            |
| Union Royale Belge des Sociétés de Football-Association | Bélgica                   | Bélgica                  | UEFA             | 1954                        | 1904            |
| Football Federation of Belize                           | Belize                    | Belize                   | CONCACAF         | 1986                        | 1986            |
| Fédération Béninoise de Football                        | Benim                     | Benim                    | CAF              | 1969                        | 1964            |
| Bermuda Football Association                            | Bermudas                  | Bermudas                 | CONCACAF         | 1962                        | 1962            |
| Belarus Football Federation                             | Bielorrússia              | Bielorrússia             | UEFA             | 1993                        | 1992            |
| Federación Boliviana de Fútbol                          | Bolívia                   | Bolívia                  | CONMEBOL         | 1926                        | 1926            |
| Nogometni/Fudbalski Savez Bosne i Hercegovine           | Bósnia e Herzegovina      | Bósnia e Herzegovina     | UEFA             | 1996                        | 1996            |
| Botswana Football Association                           | Botsuana                  | Botswana                 | CAF              | 1976                        | 1978            |
| Confederação Brasileira de Futebol                      | Brasil                    | Brasil                   | CONMEBOL         | 1916                        | 1923            |
| National Football Association of Brunei Darussalam      | Brunei                    | Brunei                   | AFC              | 1969                        | 1972            |
| Bulgarian Football Union                                | Bulgária                  | Bulgária                 | UEFA             | 1954                        | 1924            |
| Fédération Burkinabé de Foot-Ball                       | Burquina Fasso            | Burquina Fasso           | CAF              | 1964                        | 1964            |
| Fédération de Football du Burundi                       | Burundi                   | Burundi                  | CAF              | 1972                        | 1972            |
| Bhutan Football Federation                              | Butão                     | Butão                    | AFC              | 1993                        | 2000            |
| Federação Caboverdiana de Futebol                       | Cabo Verde                | Cabo Verde               | CAF              | 2000                        | 1986            |
| Fédération Camerounaise de Football                     | Camarões                  | Camarões                 | CAF              | 1963                        | 1962            |
| Football Federation of Cambodia                         | Camboja                   | Camboja                  | AFC              | 1954                        | 1954            |
| The Canadian Soccer Association                         | Canadá                    | Canadá                   | CONCACAF         | 1961                        | 1913            |
| Fédération Tchadienne de Football Association           | Chade                     | Chade                    | CAF              | 1988                        | 1964            |
| Fotbalová Asociace Ceské Republiky                      | Tchéquia                  | República Checa          | UEFA             | 1993                        | 1907            |
| Federación de Fútbol de Chile                           | Chile                     | Chile                    | CONMEBOL         | 1916                        | 1913            |
| Chinese Football Association                            | China                     | China                    | AFC              | 1974                        | 1931            |
| Cyprus Football Association                             | Chipre                    | Chipre                   | UEFA             | 1962                        | 1948            |
| Federación Colombiana de Fútbol                         | Colômbia                  | Colômbia                 | CONMEBOL         | 1936                        | 1936            |
| Fédération Comorienne de Football                       | Comores                   | Comores                  | CAF              | 2000                        | 2005            |
| Fédération Congolaise de Football                       | Congo                     | Congo                    | CAF              | 1966                        | 1964            |
| Fédération Ivoirienne de Football                       | Costa do Marfim           | Costa do Marfim          | CAF              | 1960                        | 1964            |
| Federación Costarricense de Fútbol                      | Costa Rica                | Costa Rica               | CONCACAF         | 1962                        | 1927            |
| Croatian Football Federation                            | Croácia                   | Croácia                  | UEFA             | 1992                        | 1992            |
| Asociación de Fútbol de Cuba                            | Cuba                      | Cuba                     | CONCACAF         | 1961                        | 1929            |
| Federashon Futbol Korsou                                | Curaçau                   | Curaçau                  | CONCACAF         | 1961                        | 1932            |
| Dansk Boldspil-Union                                    | Dinamarca                 | Dinamarca                | UEFA             | 1954                        | 1904            |
| Fédération Djiboutienne de Football                     | Djibouti                  | Djibuti                  | CAF              | 1986                        | 1994            |
| Dominica Football Association                           | Dominica                  | Dominica                 | CONCACAF         | 1994                        | 1994            |
| Egyptian Football Association                           | Egito                     | Egito                    | CAF              | 1957                        | 1923            |
| Federação Salvadorenha de Futebol                       | El Salvador               | El Salvador              | CONCACAF         |                             |                 |
| Federación Ecuatoriana de Fútbol                        | Equador                   | Equador                  | CONMEBOL         | 1927                        | 1926            |
| Federação de Futebol dos Estados Unidos                 | Estados Unidos            | Estados Unidos           | CONCACAF         |                             |                 |
| Associação de Futebol de Granada                        | Granada                   | Granada                  | CONCACAF         |                             |                 |
| Federação Nacional de Futebol da Guatemala              | Guatemala                 | Guatemala                | CONCACAF         |                             |                 |
|                                                         | Guiana                    | Guiana                   | CONCACAF         |                             |                 |
|                                                         | Haiti                     | Haiti                    | CONCACAF         |                             |                 |
|                                                         | Honduras                  | Honduras                 | CONCACAF         |                             |                 |
| Cayman Islands Football Association                     | Ilhas Caimã               | Ilhas Caimã              | CONCACAF         | 1992                        | 1992            |
| Cook Islands Football Association                       | Ilhas Cook                | Ilhas Cook               | OFC              | 1994                        | 1994            |
|                                                         | Ilhas Virgens Americanas  | Ilhas Virgens Americanas | CONCACAF         |                             |                 |
| British Virgin Islands Football Association             | Ilhas Virgens Britânicas  | Ilhas Virgens Britânicas | CONCACAF         | 1996                        | 1996            |
|                                                         | Jamaica                   | Jamaica                  | CONCACAF         |                             |                 |
|                                                         | México                    | México                   | CONCACAF         |                             |                 |
|                                                         | Monserrate                | Monserrate               | CONCACAF         |                             |                 |
|                                                         | Nicarágua                 | Nicarágua                | CONCACAF         |                             |                 |
|                                                         | Panamá                    | Panamá                   | CONCACAF         |                             |                 |
|                                                         | Paraguai                  | Paraguai                 | CONMEBOL         |                             |                 |
|                                                         | Peru                      | Peru                     | CONMEBOL         |                             |                 |
|                                                         | Porto Rico                | Porto Rico               | CONCACAF         |                             |                 |
| Fédération Centrafricaine de Football                   | República Centro-Africana | R.Centro-Africana        | CAF              | 1968                        | 1964            |
| Fédération Congolaise de Football-Association           | RD Congo                  | RD Congo                 | CAF              | 1964                        | 1964            |
| Federación Dominicana de Fútbol                         | República Dominicana      | República Dominicana     | CONCACAF         | 1964                        | 1958            |
|                                                         | Samoa                     | Samoa                    | OFC              |                             |                 |
| Football Federation American Samoa                      | Samoa Americana           | Samoa Americana          | OFC              | 1998                        | 1998            |
|                                                         | Santa Lúcia               | Santa Lúcia              | CONCACAF         |                             |                 |
|                                                         | São Cristóvão e Neves     | São Cristóvão e Neves    | CONCACAF         |                             |                 |
|                                                         | São Vicente e Granadinas  | São Vicente e Granadinas | CONCACAF         |                             |                 |
|                                                         | Suriname                  | Suriname                 | CONCACAF         |                             |                 |
| Chinese Taipei Football Association                     | Taipé Chinês              | Taipé Chinês             | AFC              | 1954                        | 1954            |
|                                                         | Tonga                     | Tonga                    | OFC              |                             |                 |
|                                                         | Trinidad e Tobago         | Trinidad e Tobago        | CONCACAF         |                             |                 |
|                                                         | Turcas e Caicos           | Turcas e Caicos          | CONCACAF         |                             |                 |
|                                                         | Uruguai                   | Uruguai                  | CONMEBOL         |                             |                 |
|                                                         | Vanuatu                   | Vanuatu                  | OFC              |                             |                 |
|                                                         | Venezuela                 | Venezuela                | CONMEBOL         |                             |                 |

### Federações nacionais afiliadas anteriormente
| Federação | Seleção masculina   | Seleção feminina    | Zona continental | Período de atividade |
| --------- | ------------------- | ------------------- | ---------------- | -------------------- |
|           | Alemanha Oriental   |                     | UEFA             | 1954-1990            |
|           | CEI                 |                     | UEFA             | 1992                 |
|           | Irlanda (1882–1950) |                     | UEFA             | 1882–1950            |
|           | Iugoslávia          |                     | UEFA             | 1930-1992            |
|           | Sarre               |                     | UEFA             | 1950-1956            |
|           | Sérvia e Montenegro | Sérvia e Montenegro | UEFA             | 1992-2006            |
|           | Tchecoslováquia     | Checoslováquia      | UEFA             | 1930-1992            |
|           | União Soviética     |                     | UEFA             | 1930-1991            |

### Federações nacionais candidatas à afiliação
| Federação                                        | Seleção masculina      | Seleção feminina | Zona continental | Entrada na zona continental |
| ------------------------------------------------ | ---------------------- | ---------------- | ---------------- | --------------------------- |
| Associação de Futebol das Marianas Setentrionais | Marianas Setentrionais |                  | AFC              | 2009                        |